# لیدزماهی
لیدزماهی (نام علمی: Leedsichthys problematicus) نام یک گونه از رده پرتوبالگان است.
لیدزماهی، که شاید بزرگ‌ترین ماهی تاریخ باشد، اولین بار در سال ۱۸۸۶ نزدیک پیتربوروی انگلستان کشف شد. این ماهی، با وجود اندازه‌ی عظیمش، پالوده‌خواری بی‌آزار بود. دهان بزرگ لیدزماهی می‌توانست مقدار زیادی آب را یک‌باره ببلعد. بعد -درست مثل کوسه‌های آسوده و نهنگ‌های بی‌دندان امروزی- به‌کمک شیارهای آبششی یا صفحه‌های شبکه‌ای عقب دهانش ریزجاندارانِ آب دریا را غربال می‌کرد.
لیدزماهی را جزو ماهی‌های ستبرتنه طبقه‌بندی کرده‌اند؛ ماهی‌هایی با اسکلت‌های نیمه‌کلسیمی. چون غضروف چندان خوب سنگواره نمی‌شود، به‌سبب این کم‌کلسیم بودنِ اسکلت، بسیاری از استخوان‌های این ماهی حفظ نشده‌اند و بعضی بقایایش هم چنان ظریفند که به‌آسانی می‌شکنند. اما دندان‌های لیدزماهی محکم‌تر از استخوان‌هایش بودند و می‌توان تخمین زد که این ماهی بیش از ۴۰ هزار دندان داشته‌است.
تنها امکان دفاعی لیدزماهی در برابر مهاجمان این بود که دم ۵ متری قدرتمندش را محکم تکان بدهد.